# Przewodniczący Prezydium Najwyższego Zgromadzenia Ludowego
| # | Imię i Nazwisko            | Portret | Objął urząd      | Zdał urząd       | Partia polityczna                                                       |
| --- | -------------------------- | ------- | ---------------- | ---------------- | ----------------------------------------------------------------------- |
| Przewodniczący Prezydium Najwyższego Zgromadzenia Ludowego Koreańskiej Republiki Ludowo-Demokratycznej |                            |         |                  |                  |                                                                         |
| 1 | Kim Tu Bong (1889–1958)    |         | 9 września 1948  | 20 września 1957 | Partia Pracy Korei (Demokratyczny Front na rzecz Zjednoczenia Ojczyzny) |
| 2 | Ch’oe Yong Gŏn (1900–1976) |         | 20 września 1957 | 28 grudnia 1972  | Partia Pracy Korei (Demokratyczny Front na rzecz Zjednoczenia Ojczyzny) |
| 3 | Hwang Jang Yŏp (1923–2010) |         | 28 grudnia 1972  | 7 kwietnia 1983  | Partia Pracy Korei (Demokratyczny Front na rzecz Zjednoczenia Ojczyzny) |
| 4 | Yang Hyŏng Sŏp (1925–2022) |         | 7 kwietnia 1983  | 5 września 1998  | Partia Pracy Korei (Demokratyczny Front na rzecz Zjednoczenia Ojczyzny) |
| 5 | Kim Yŏng Nam (1928–)       |         | 5 września 1998  | 11 kwietnia 2019 | Partia Pracy Korei (Demokratyczny Front na rzecz Zjednoczenia Ojczyzny) |
| 6 | Ch’oe Ryong Hae (1950–)    |         | 11 kwietnia 2019 | nadal urzęduje   | Partia Pracy Korei (Demokratyczny Front na rzecz Zjednoczenia Ojczyzny) |